# 3月13日
3月13日（さんがつじゅうさんにち）は、グレゴリオ暦で年始から72日目（閏年では73日目）にあたり、年末まであと293日ある。

## できごと

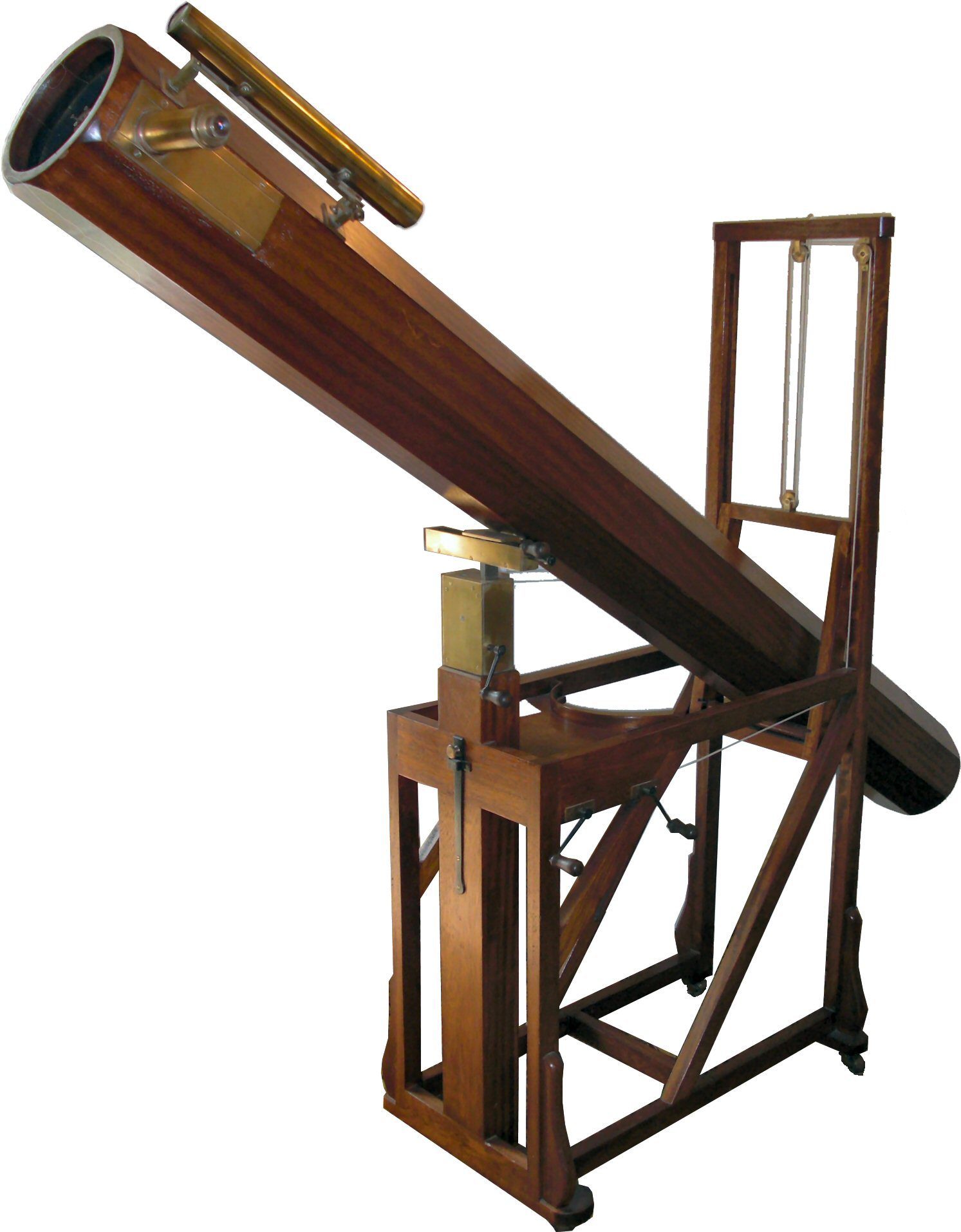
ウィリアム・ハーシェル、天王星を発見(1781)。画像はハーシェルが発見に用いた望遠鏡のレプリカ

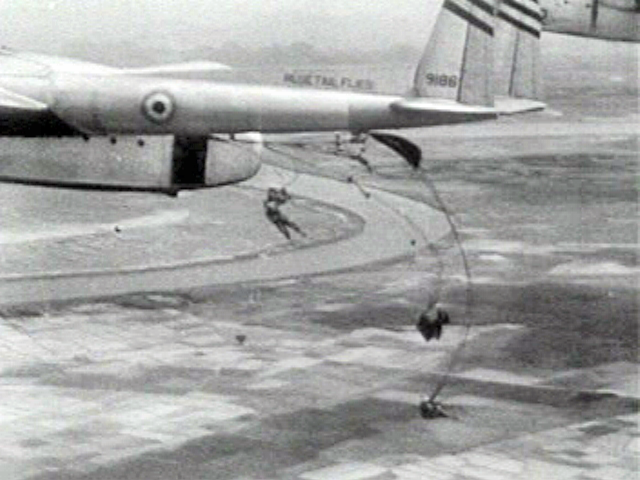
ディエンビエンフーの戦いはじまる(1954年)。フランスは敗れ第一次インドシナ戦争の転換点となった。

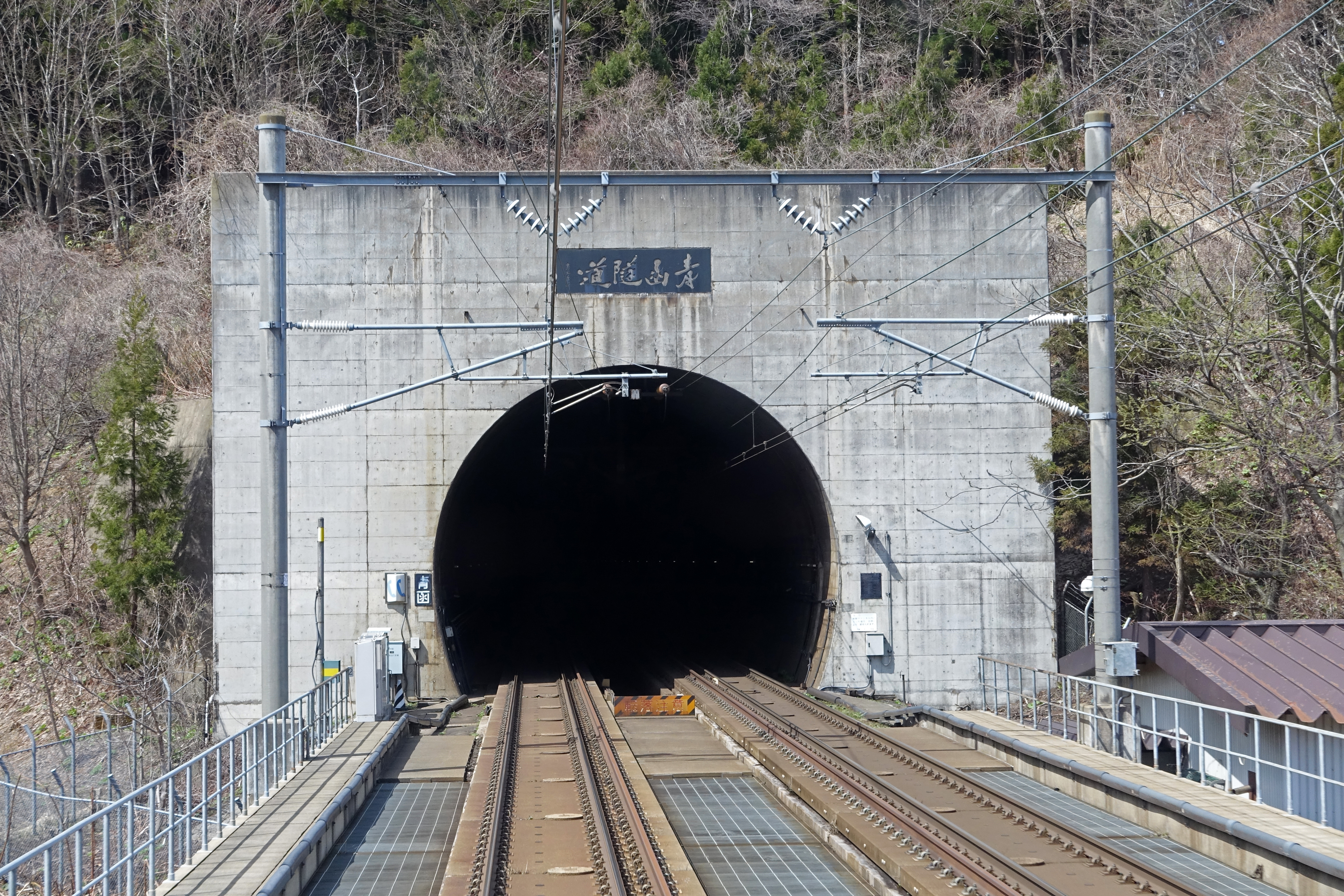
青函トンネルが開業(1988)

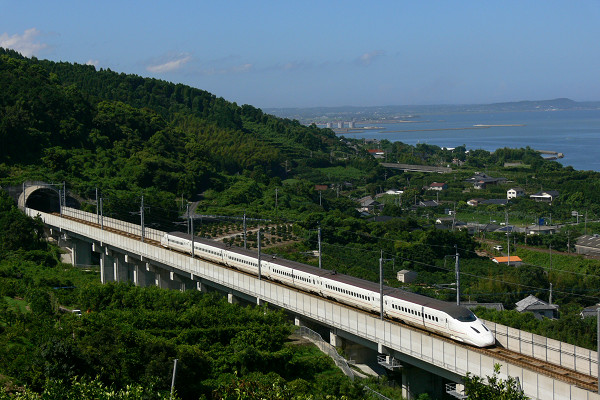
九州新幹線が開業(2004)

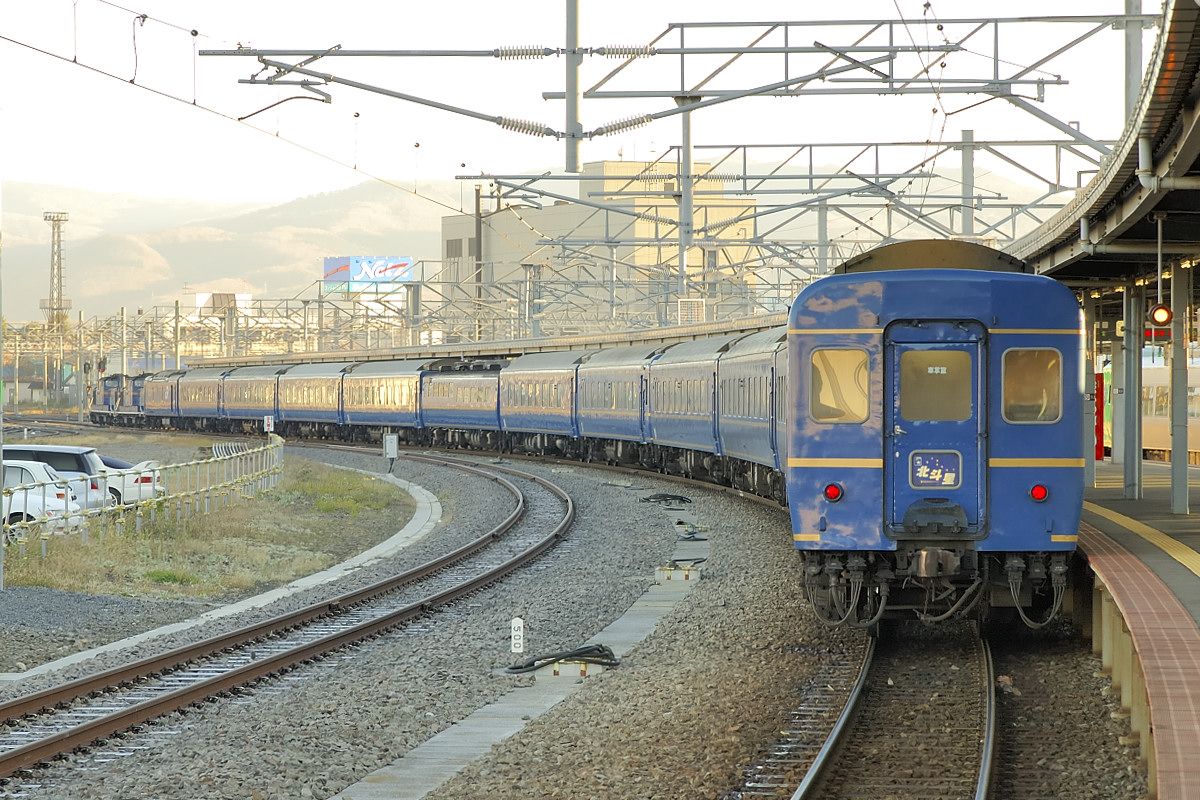
寝台特急「北斗星」運転開始(1988)・廃止(2015)

- 1623年 - 朝鮮第15代国王・光海君が西人による変革クーデターにより失脚・廃位。（仁祖反正）
- 1758年 - フレンチ・インディアン戦争: かんじきの戦いでフランスが勝利。
- 1781年 - ウィリアム・ハーシェルが天王星を発見[1]。
- 1809年 - 第二次ロシア・スウェーデン戦争敗戦の責任を問われていたスウェーデン王グスタフ4世アドルフがグリプスホルム城に幽閉され、王位を剥奪される。
- 1845年 - メンデルスゾーンのヴァイオリン協奏曲ホ短調作品64がライプツィヒで初演される[2]。
- 1848年 - オーストリア三月革命によって、オーストリア宰相メッテルニヒが失脚、ロンドンに亡命。
- 1881年（ユリウス暦3月1日） - ロシア皇帝アレクサンドル2世が投げつけられた爆弾により暗殺される。
- 1898年 - ロシア社会民主労働党が初の党大会。
- 1912年 - ギリシア・ブルガリア・セルビア・モンテネグロがロシア主導による反オーストリア同盟「バルカン同盟」を結成。
- 1920年 - ドイツでカップ一揆が起こる。
- 1921年 - モンゴル人民党がトロイツコサフスクでモンゴル臨時人民政府樹立。
- 1933年 - ドイツで国民啓蒙・宣伝省が発足、ヨーゼフ・ゲッベルスが大臣に就任。
- 1934年 - 新潟県糸魚川市の姫川第六水力発電所工事現場にて雪崩が発生。9人死亡。
- 1937年 - 大阪市立電気科学館に日本初のプラネタリウムが設置[3]。
- 1938年 - ナチス・ドイツによってオーストリアが併合。（アンシュルス）
- 1940年 - 第二次世界大戦: ソビエト連邦とフィンランドがモスクワ講和条約を締結し冬戦争が終結、フィンランドは国土の1割の割譲を余儀なくされる。
- 1945年 - 第二次世界大戦・大阪大空襲: 大阪市が初めて空襲され、一晩でおよそ4千人が亡くなった[4]。
- 1949年 - 黒澤明監督の映画「静かなる決闘」が初公開[5]。
- 1954年 - 第一次インドシナ戦争: ディエンビエンフーの戦いが始まる。
- 1957年 - チャタレー裁判で最高裁が上告を棄却。訳者伊藤整と出版社社長の猥褻物頒布罪による有罪が確定。
- 1961年 - 日光東照宮で火災。薬師堂が焼失[6]。
- 1964年 - キティ・ジェノヴィーズ事件: ニューヨークでキティ・ジェノヴィーズが自宅アパート前で殺害され、他の住人は被害者の叫び声を無視していた。この事件を機に傍観者効果が提唱される。
- 1970年 - 全国商工団体連合会（全商連)が「重税反対行動デー」を開催。以後「重税反対全国統一行動」として原則この日に開催。
- 1971年 - この日限りで神戸市電の最後の区間・板宿 - 三宮阪神前間が廃止。
- 1973年 - 上尾駅で上尾事件が発生。
- 1977年 - 谷津遊園にコークスクリュータイプのジェットコースターが営業開始。この後、遊園地の目玉アトラクションとして各地で導入へ。
- 1977年 - 大山観光電鉄大山鋼索線のケーブルカーが急停車したことにより12人が負傷。
- 1979年 - ヨーロッパ共同体 (EC) で共通の通貨単位・欧州通貨単位 (ECU) を導入。
- 1983年 - 東北大学医学部で日本初の体外受精による妊娠が成功。10月に女児出産。
- 1985年 - 徳島県の国鉄小松島線がこの日限りで廃止。
- 1987年 - 鹿児島県の国鉄大隅線がこの日限りで廃止。
- 1988年 - 青函トンネル開通。青函連絡船廃止。4月10日の瀬戸大橋開通と合わせ、「一本列島」と呼ばれることになる。
- 1988年 - 寝台特急「北斗星」運転開始。豪華寝台特急の先駆けとなる。
- 1989年 - 1989年3月の磁気嵐が発生。
- 1990年 - ソ連で共産党による一党独裁を破棄し大統領制に移行。
- 1996年 - イギリスのスコットランドにあるダンブレーン小学校（英語版）に男が侵入し、児童と教師合わせて16人を拳銃で殺害。
- 1996年 - 大阪地検特捜部等、木津信用組合を背任等で捜査。
- 1999年 - 東海道・山陽新幹線で700系が営業運転に就く。同日、山陽新幹線に厚狭駅が設置される。
- 2003年 - 富士ビル壁崩落事故。静岡県富士市の吉原商店街で解体中のビルの外壁が車道に向かって崩落し、下敷きになった乗用車に乗っていた2人と、作業員2人の計4人が死亡[7][8]。
- 2004年 - 九州旅客鉄道九州新幹線・新八代駅 - 鹿児島中央駅間開業。これに伴い肥薩おれんじ鉄道八代駅 - 川内駅間開業。
- 2005年 - この時期としては記録的に強い真冬並みの寒波が南下し、全国的に降雪。積雪も観測された。西日本では真冬以下の異常低温となった。特に鳥取市では51cmの積雪を観測し3月としては記録的な大雪となった。
- 2007年 - 全日空機高知空港胴体着陸事故が発生。
- 2007年 - 安倍首相が、来日中のオーストラリアジョン・ハワード首相と、「安全保障協力に関する日豪共同宣言」に署名。日本がアメリカ以外と安全保障の協力関係を結ぶのは、これが初めて。
- 2008年 - ニューヨーク・マーカンタイル取引所での金の価格が初めて1オンス1000ドルに達する。
- 2008年 - あたご型護衛艦の2番「あしがら」が就役。
- 2008年 - 円高が進み、東京外国為替市場で一時1ドル＝100円を割りこむ。100円を下回ったのは1995年以来12年ぶり。
- 2009年 - 寝台特急「はやぶさ」及び「富士」がこの日発の運行限りで廃止。東京・九州間の定期寝台列車、東京駅発着のブルートレインが消滅。
- 2015年 - 寝台特急「北斗星」がこの日発の運行限りで廃止[9]。ブルートレインが完全に消滅。
- 2023年 - 1966年に静岡県で発生した強盗殺人事件（袴田事件）で、無罪を主張しながら死刑判決が確定した袴田巌について、東京高裁が裁判の再審開始を認める決定を出す[10][11]。
- 2024年 - 日本の民間ロケットで初めて人工衛星を軌道投入する計画だったスペースワンのカイロス初号機が和歌山県串本町から打ち上げられたが、発射直後に機体が爆発、炎上した[12]。
- 2024年 - 農園経営会社「西山ファーム」の元副社長が、詐欺容疑で逮捕される。元副社長は投資名目で約130億円を不正に集めたとみられており、およそ4年に渡る海外逃亡の末インドネシアの現地当局に拘束され、日本に移送する航空機内で逮捕された[13]。
- 2024年 - 欧州連合（ＥＵ）欧州議会が、偽情報の蔓延やＡＩによる人権侵害を防ぐため、世界初の包括的なＡＩ規制法案を可決[14]。
- 2025年 - シリア暫定政府が、暫定憲法であるシリア・アラブ共和国憲法宣言を制定[15]。

## 誕生日

### 人物

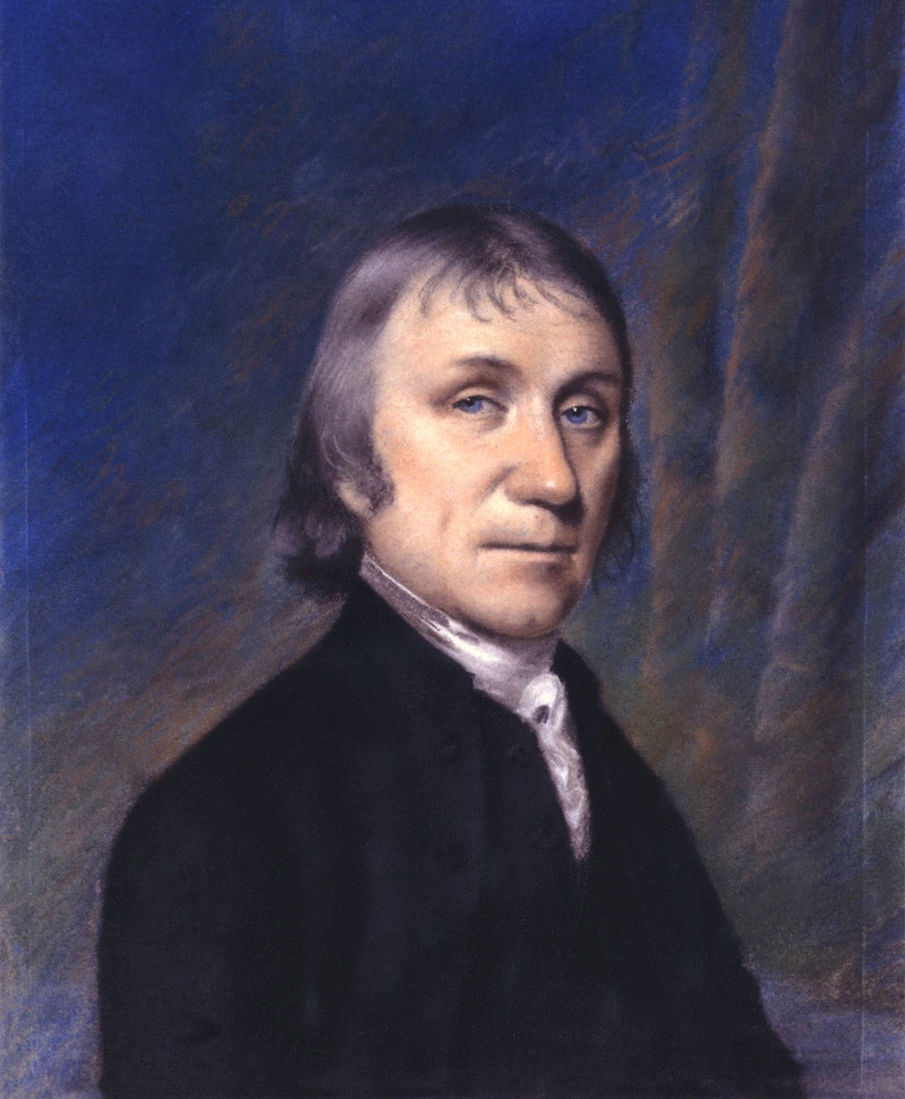
化学者ジョゼフ・プリーストリー(1733-1804)、酸素を発見。

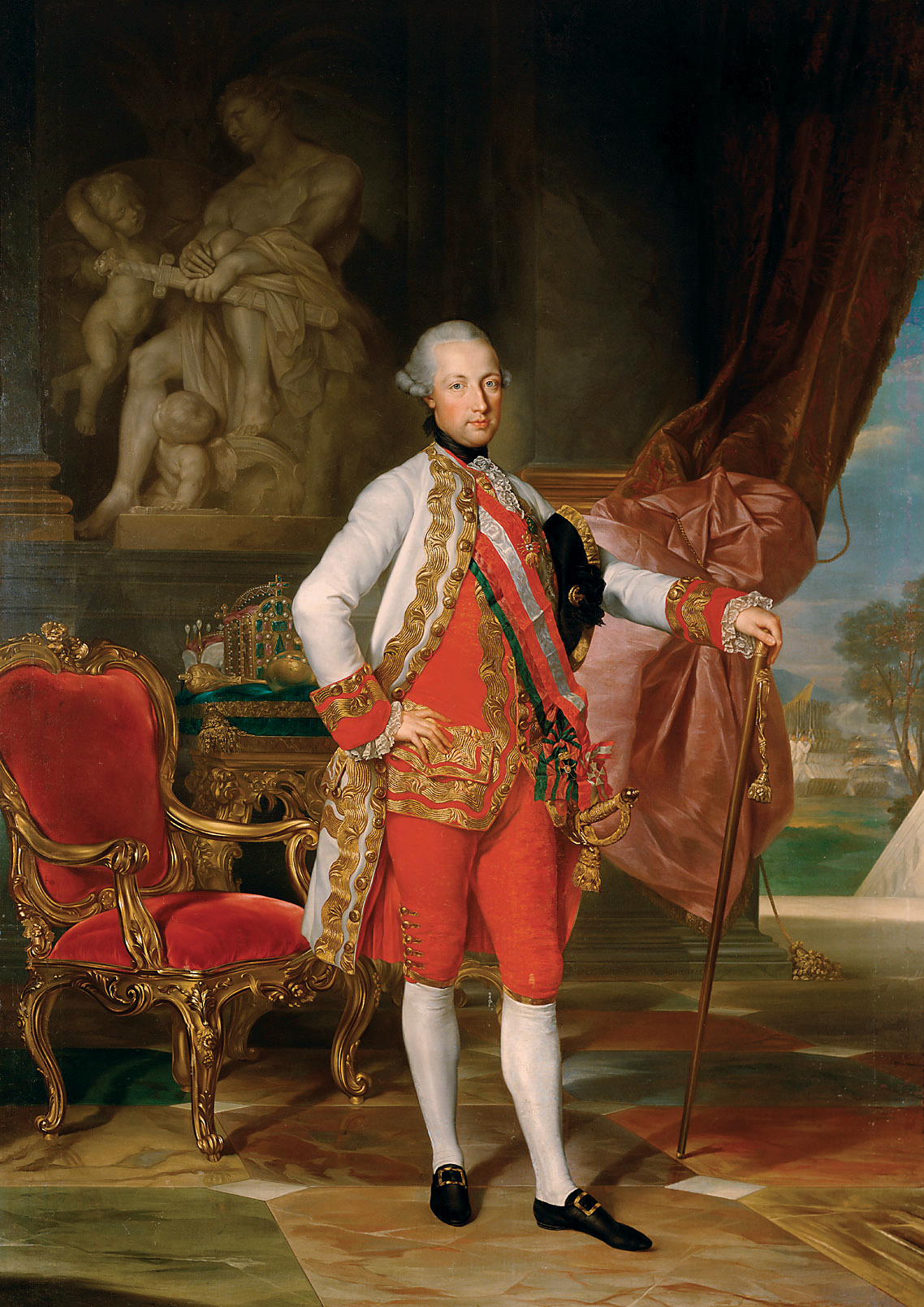
啓蒙専制君主ヨーゼフ2世(1741-1790)誕生。

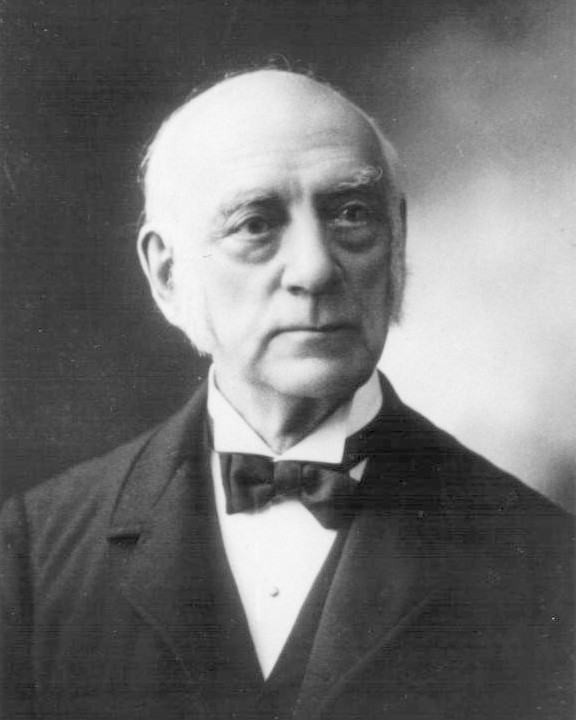
医療宣教師ジェームス・カーティス・ヘボン(1815-1911)誕生。ヘボン式ローマ字を用いて日本初の本格的和英辞典『和英語林集成』を完成。文久3年にヘボン塾（後の明治学院）を創立。

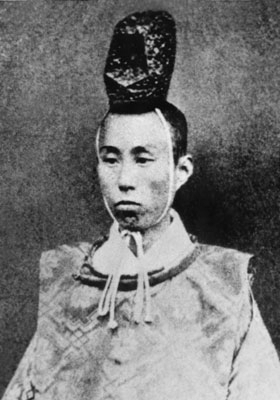
尊皇攘夷派の公家三条実美(1837-1891)誕生

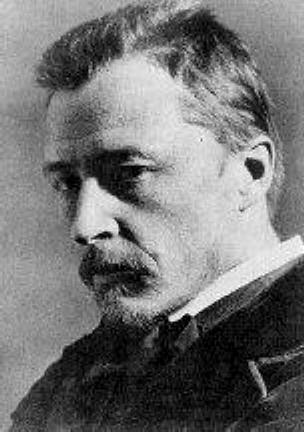
後期ロマン派の作曲家フーゴ・ヴォルフ(1860-1903)。歌曲を多く遺した

- 1615年 - インノケンティウス12世、ローマ教皇（+ 1700年）
- 1700年 - ミシェル・ブラヴェ、フルート奏者、作曲家（+ 1768年）
- 1741年 - ヨーゼフ2世、神聖ローマ皇帝（+ 1790年）
- 1759年（宝暦9年2月15日） - 石川総博、第4代亀山藩主（+ 1819年）
- 1764年 - チャールズ・グレイ、イギリス首相（+ 1845年）
- 1781年 - カルル・フリードリッヒ・シンケル、建築家（+ 1841年）
- 1810年 - グスタヴ・ヴィルヘルム・パルム、画家（+ 1890年）
- 1815年 - ジェームス・カーティス・ヘボン、キリスト教宣教師、明治学院創設者（+ 1911年）
- 1837年（天保8年2月7日） - 三条実美、政治家（+ 1891年）
- 1845年 - ヤン・ボードゥアン・ド・クルトネ、言語学者（+ 1929年）
- 1851年（嘉永4年2月11日） - 井伊直安、第10代与板藩主・子爵（+ 1935年）
- 1853年（嘉永6年2月4日） - 金子堅太郎、官僚、政治家（+ 1942年）
- 1855年 - パーシヴァル・ローウェル、天文学者（+ 1916年）
- 1860年 - フーゴー・ヴォルフ、作曲家（+ 1903年）
- 1865年 - 広瀬久政、政治家（+1939年）
- 1877年 - 金光庸夫、政治家（+ 1955年）
- 1882年 - 松平慶民、元宮内大臣（+ 1948年）
- 1883年 - 高村光太郎、彫刻家、詩人（+ 1956年）
- 1886年 - フランク・ベーカー、元プロ野球選手（+ 1963年）
- 1888年 - ポール・モラン、作家、外交官（+ 1976年）
- 1890年 - フリッツ・ブッシュ、指揮者（+ 1951年）
- 1891年 - 仲井間宗一、弁護士、政治家（+1965年）
- 1895年 - 草葉隆圓、政治家（+1966年）
- 1897年 - 佐藤千夜子、歌手（+ 1968年）
- 1898年 - ヘンリー・ハサウェイ、映画監督（+ 1985年）
- 1899年 - ジョン・ヴァン・ヴレック、物理学者（+ 1980年）
- 1900年 - ベーラ・グットマン、元サッカー選手、指導者（+ 1981年）
- 1902年 - ハンス・ベルメール、画家、人形作家、写真家（+ 1975年）
- 1903年 - 小出保太郎、スーパーセンテナリアン（+ 2016年）
- 1906年 - 金井喜久子、作曲家（+ 1986年）
- 1907年 - ルードヴィッヒ・ビーアマン、宇宙物理学者（+ 1986年）
- 1908年 - 吉田法晴、政治家（+1981年）
- 1911年 - L・ロン・ハバード、SF作家（+ 1986年）
- 1911年 - 国分一太郎、教育者、児童文学者（+ 1985年）
- 1912年 - 石野信一、元大蔵事務次官、実業家（+1996年）
- 1912年 - 山路ふみ子、女優（+ 2004年）
- 1913年 - 石野信一、銀行家（+ 1996年）
- 1913年 - ライトニン・スリム、ブルース・シンガー、ギタリスト（+ 1974年）
- 1913年 - 江間章子、作詞家、詩人（+ 2005年）
- 1917年 - 長田裕二、政治家（+ 2003年）
- 1919年 - 菅井汲、画家、版画家（+ 1996年）
- 1923年 - 大山康晴、将棋棋士（+ 1992年）
- 1924年 - 滝口康彦、作家（+ 2004年）
- 1924年 - 榎本美佐江、歌手、女優（+1998年）
- 1925年 - ジョン・テイト、数学者（+ 2019年）
- 1925年 - ロイ・ヘインズ、ジャズミュージシャン（+2024年）
- 1926年 - 藤田田、実業家、日本マクドナルド創業者（+ 2004年）
- 1928年 - 西原春夫、法学者（+2023年）
- 1930年 - ダグ・ハーヴェイ、メジャーリーグ審判（+ 2018年）
- 1931年 - 篠田守男、彫刻家
- 1932年 - クロード・トーマス・スミス、作曲家（+ 1987年）
- 1933年 - ロベルト・バルボン、元プロ野球選手（+ 2023年）
- 1933年 - 宮川淳、美術評論家（+ 1977年）
- 1934年 - 宇野亜喜良、イラストレーター
- 1937年 - 石垣泰司、外務官僚
- 1938年 - 栃ノ海晃嘉、元大相撲力士、第49代横綱（+ 2021年）
- 1939年 - ニール・セダカ、シンガーソングライター
- 1939年 - 石井義信、元サッカー選手、指導者（+ 2018年）
- 1939年 - 池田鴻、歌手（+ 1988年）
- 1940年 - 福永嫮生、満州国皇帝愛新覚羅溥儀の姪
- 1940年 - ジャクリーヌ・ササール、女優
- 1941年 - マフムード・ダルウィーシュ、詩人（+ 2008年）
- 1942年 - 児玉弘義、元プロ野球選手（+ 2009年）
- 1942年 - 秋竜山、漫画家（+2023年）
- 1942年 - スキャットマン・ジョン、ミュージシャン（+ 1999年）
- 1942年 - デヴィッド・カトラー、コンピュータ技術者
- 1943年 - 豊岡武士、政治家
- 1943年 - 玉木宏樹、作曲家、ヴァイオリニスト（+ 2012年）
- 1943年 - アンドレ・テシネ、映画監督
- 1945年 - 吉永小百合、女優
- 1945年 - 井狩春男、エッセイスト
- 1945年 - 山根義紘、テレビプロデューサー、実業家（+ 2008年）
- 1945年 - アナトリー・フォメンコ、数学者
- 1946年 - ヨナタン・ネタニヤフ、軍人（+ 1976年）
- 1947年 - 今里良三、元ラグビー選手、監督
- 1948年 - 大和和紀、漫画家
- 1949年 - エミー・ヴェルヘイ、ヴァイオリニスト
- 1949年 - 風戸裕、レーシングドライバー（+ 1974年）
- 1949年 - 高木由一、元プロ野球選手
- 1951年 - 三浦善功、実業家、元日清食品株式会社会長
- 1952年 - ヴォルフガング・リーム、作曲家（+ 2024年）
- 1953年 - 松村潔、占い師（占星術）
- 1954年 - ランディ・バース、元プロ野球選手
- 1955年 - 今邑彩、小説家（+ 2013年）
- 1955年 - ブルーノ・コンティ、元サッカー選手、指導者
- 1956年 - 佐野元春、ミュージシャン
- 1957年 - 高橋慶彦[16]、元プロ野球選手
- 1957年 - 種橋牧夫、実業家
- 1958年 - 田中義剛、タレント、実業家
- 1959年 - 千年屋俊幸、アナウンサー
- 1959年 - グレッグ・ノートン、ミュージシャン
- 1960年 - コロッケ、お笑いタレント
- 1960年 - 増岡浩、ラリードライバー
- 1960年 - ジョー・ランフト、アニメーター、声優（+ 2005年）
- 1960年 - アダム・クレイトン、ベーシスト（U2）
- 1961年 - 島田雅彦、小説家
- 1962年 - 沢田聖子、歌手
- 1962年 - テレンス・ブランチャード、トランペット奏者、作曲家
- 1962年 - 見澤譲治、元騎手
- 1963年 - 栗山和樹、作曲家、編曲家
- 1963年 - 舘正貴、俳優（+ 2018年）
- 1963年 - マリアーノ・ダンカン、元プロ野球選手
- 1963年 - 横山紳、官僚
- 1964年 - 吹田明日香、タレント
- 1964年 - 信本敬子、脚本家（+ 2021年）
- 1965年 - 鳥居かほり、タレント、女優
- 1966年 - 今田耕司、お笑いタレント、司会者
- 1966年 - 中田なおき、お笑いタレント
- 1966年 - AKIRA、プロレスラー、俳優
- 1967年 - アンドレス・エスコバル、サッカー選手（+ 1994年）
- 1967年 - 田渕正浩、AV男優
- 1968年 - DJ DRAGON、DJ 、ミュージシャン
- 1968年 - 奥井雅美、シンガーソングライター
- 1968年 - 清山宏明、元騎手、調教助手
- 1969年 - 船木誠勝、プロレスラー
- 1969年 - 高橋義生、格闘家
- 1969年 - 三和英樹、競輪選手
- 1969年 - ルカ・ブッチ、サッカー選手
- 1969年 - 加地倫三、テレビプロデューサー
- 1971年 - 顔田顔彦、俳優
- 1971年 - 西野努、元サッカー選手
- 1971年 - アラン・ニールセン、元サッカー選手
- 1972年 - コモン、ラッパー、俳優
- 1973年 - エドガー・ダーヴィッツ、元サッカー選手、指導者
- 1973年 - 白井暁彦、メディアアート研究者
- 1974年 - 稲葉貴子、歌手、タレント（元太陽とシスコムーン）
- 1974年 - 戸田菜穂、女優
- 1974年 - 鈴里真帆、歌手
- 1975年 - ケンジ・シラトリ、作家
- 1976年 - 大橋慶三、映画監督、脚本家、作家
- 1977年 - 小渕健太郎、ミュージシャン（コブクロ）
- 1977年 - 桑田尚樹、俳優、ファッションモデル
- 1977年 - 前田瑠美、歌手、空手家
- 1978年 - 山田玲奈、タレント、気象予報士
- 1978年 - 建みさと、女優
- 1979年 - 菅井悦子、ファッションモデル
- 1979年 - ヨハン・サンタナ、元プロ野球選手
- 1979年 - 陳怡蓉、女優
- 1980年 - カロン・バトラー、バスケットボール選手
- 1982年 - 羽多野渉、声優
- 1983年 - 桜井良太、バスケットボール選手
- 1984年 - 南里侑香、声優、歌手（FictionJunction YUUKA）
- 1984年 - 喜屋武ちあき、グラビアアイドル
- 1984年 - 坂東慧子、競艇選手
- 1984年 - 廣瀬浩二、元サッカー選手
- 1984年 - デニス・スアレス、プロ野球選手
- 1985年 - 藤本貴大、スピードスケート選手
- 1985年 - 千々波英明、元ハンドボール選手
- 1985年 - エミール・ハーシュ、俳優
- 1986年 - 米原幸佑、俳優、タレント
- 1986年 - 大東駿介、俳優、モデル
- 1986年 - 流石組レイナ、元子役、元ダンサー
- 1986年 - 鳴海杏子、声優
- 1986年 - 菅原沙樹、ファッションモデル
- 1986年 - 上里一将、サッカー選手
- 1986年 - 清水聡、アマチュアボクサー
- 1987年 - 横田沙夜、画家
- 1987年 - アナスタシア・ゴルシュコワ、フィギュアスケート選手
- 1988年 - 加藤美穂、元グラビアアイドル
- 1988年 - 平田ブルーノ、元野球選手
- 1988年 - ジェイソン・ロジャース、プロ野球選手
- 1989年 - マーガリン、ローカルタレント
- 1989年 - ホルガー・バトシュトゥバー、プロサッカー選手
- 1990年 - 秋山拓也、俳優
- 1991年 - 夏目鈴、女優
- 1991年 - 梅村妃奈子、声優、ミュージシャン（元Silent Siren）
- 1991年 - エディ・バトラー、プロ野球選手
- 1992年 - 未来みき、アイドル、声優（AIKATSU☆STARS!）
- 1992年 - エル、俳優、アイドル（INFINITE）
- 1992年 - ジョージ・マッケイ、俳優
- 1993年 - 星野大地、元プロ野球選手
- 1994年 - 佐々木萌、ミュージシャン（エドガー・サリヴァン）
- 1994年 - ジェラール・デウロフェウ、サッカー選手
- 1994年 - 中島健人、俳優、アイドル（元Sexy Zone）
- 1994年 - 小松謙太、ミュージシャン（ハルカミライ）
- 1995年 - 秋元龍太朗、モデル
- 1995年 - 稲井桃子、バスケットボール選手
- 1995年 - 奥原希望、プロバドミントン選手
- 1997年 - 土井暉仁、ラグビー選手
- 1997年 - 雷挺婕、チェスプレーヤー
- 1998年 - 福山康平、俳優
- 1998年 - ジャック・ハーロウ、ラッパー
- 1999年 - 佐藤輝明、プロ野球選手
- 1999年 - 西田優大、バスケットボール選手
- 2000年 - NOA、ミュージシャン、シンガーソングライター
- 2000年 - エアコンぶんぶんお姉さん、お笑い芸人
- 2001年 - チェ・ボムギュ、アイドル（TOMORROW X TOGETHER）
- 2002年 - 佐野晶哉、アイドル（Aぇ! group）
- 2003年 - 茜空、アイドル（ukka）
- 2003年 - 片岡成美、元アイドル（元SKE48）
- 2004年 - 寺田陽菜、元アイドル（元NGT48）
- 2004年 - 安井南、女優
- 2007年 - 上原堆我、プロ野球選手
- 生年不詳 - 星崎龍、漫画家、イラストレーター
- 生年不詳 - 秋乃、声優
- 生年不詳 - 香里有佐[17]、声優
- 生年不詳 - 安達貴英、声優
- 生年不詳 - 橋本和、声優
- 生年不詳 - 森千早都、声優、歌手
- 生年不詳 - み〜こ、歌手、作詞家、声優

### 人物以外（動物など）
- 1960年 - メイズイ、競走馬、種牡馬（+ 1978年）
- 1981年 - シンボリルドルフ、競走馬、種牡馬（+ 2011年）
- 1981年 - 朝おき太、『おはよう朝日です』のマスコットキャラクター
- 1996年 - テイエムオペラオー、競走馬、種牡馬（+ 2018年）

## 忌日

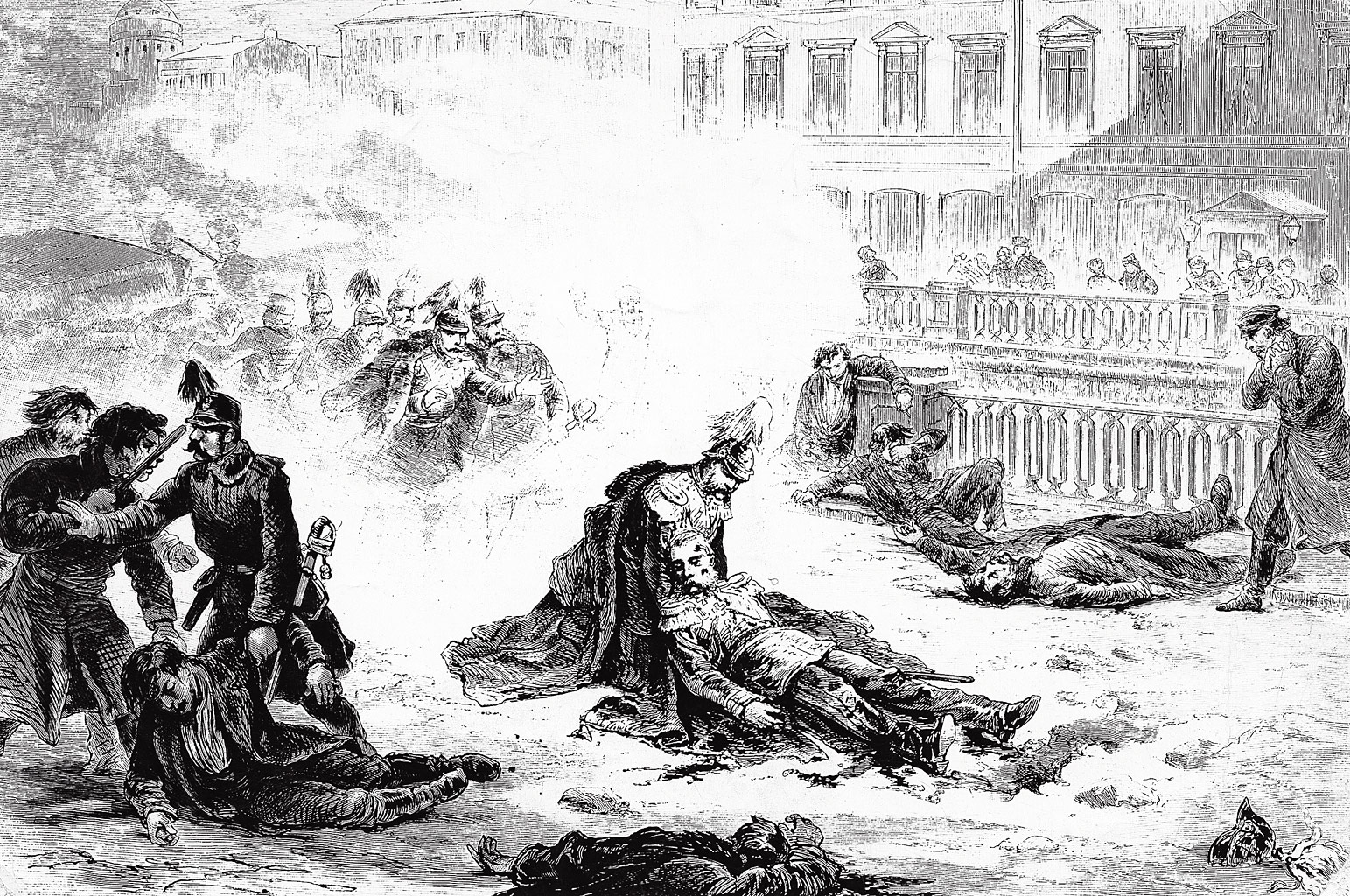
ロシア皇帝アレクサンドル2世(1818-1881)、暗殺される。

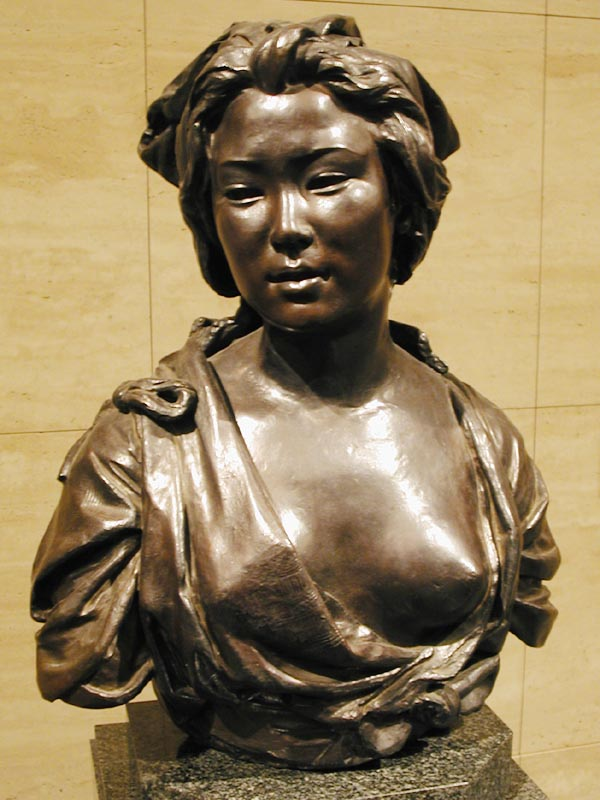
彫刻家ヴィンチェンツォ・ラグーザ(1841-1927)没。明治初期の日本で彫刻を教えた。画像は『日本婦人』(1881)

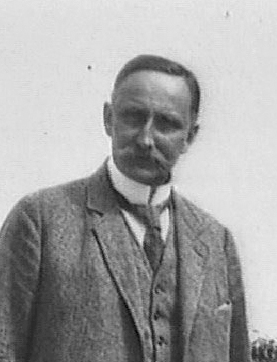
軍人、ドイツ地政学の祖カール・ハウスホーファー(1869-1946)服毒自殺。

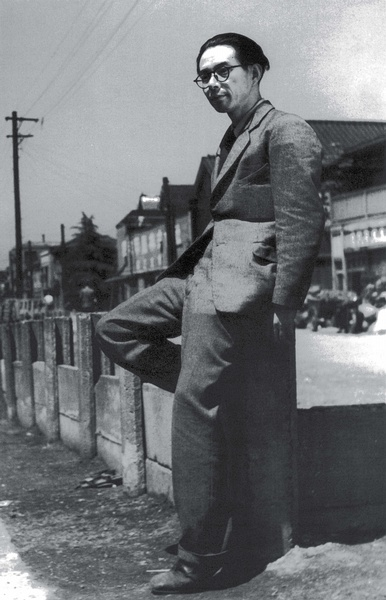
原民喜(1905-1951)、西荻窪駅にて鉄道自殺。

- 729年（神亀6年2月9日） - 小治田安麻呂、貴族（* 生年不詳）
- 1097年（承徳元年閏1月27日） - 源頼綱、武将、歌人（* 1025年）
- 1164年（長寛2年2月19日） - 藤原忠通、平安時代の公卿（* 1097年）
- 1490年 - カルロ1世、サヴォイア公（* 1468年）
- 1516年 - ウラースロー2世、ボヘミア王（* 1456年）
- 1711年 - ニコラ・ボアロー＝デプレオー、詩人、文芸評論家（* 1636年）
- 1719年 - ヨハン・フリードリッヒ・ベトガー、錬金術師（* 1682年）
- 1767年 - マリー＝ジョゼフ・ド・サクス、王族、ルイ・フェルディナンの2番目の妃（* 1731年）
- 1773年 - フィリベール・コメルソン、植物学者（* 1727年）
- 1806年 - ガブリエル＝フランソワ・ドワイアン、画家（* 1726年）
- 1807年 - ニコライ・レザノフ、外交官（* 1764年）
- 1808年 - クリスチャン7世、デンマーク王（* 1749年）
- 1830年 - スタニスラス・ボードリー、実業家（* 1777年）
- 1839年（天保10年閏1月28日） - 鍋島斉直、第9代佐賀藩主（* 1780年）
- 1845年 - ジョン・フレデリック・ダニエル、化学者、物理学者（* 1790年）
- 1857年 - ウィリアム・アマースト (初代アマースト伯爵)、外交官（* 1773年）
- 1858年 - フェリーチェ・オルシーニ、カルボナリの活動家（* 1819年）
- 1876年 - ヨーゼフ・フォン・フューリッヒ、画家（* 1800年）
- 1879年 - アドルフ・アンデルセン、チェス選手（* 1818年）
- 1881年 - アレクサンドル2世、ロマノフ朝第12代ロシア皇帝（* 1818年）
- 1884年 - アレクサンデル・レッセル、画家、美術批評家（* 1814年）
- 1891年 - テオドール・ド・バンヴィル、詩人、劇作家、批評家（* 1823年）
- 1892年 - ルートヴィヒ4世、ヘッセン大公国第4代大公（* 1837年）
- 1900年 - アンリ・ディドン（フランス語版）、ドミニコ会神父、オリンピック・ムーブメント〈Citius,Altius,Fortius〉考案者（* 1840年）
- 1901年 - ベンジャミン・ハリソン、第23代アメリカ合衆国大統領（* 1833年）
- 1902年 - アレクサンダー・クロフト・ショー、英国聖公会福音宣布協会宣教師（* 1846年）
- 1906年 - スーザン・B・アンソニー、アメリカの女性参政権運動指導者（* 1820年）
- 1906年 - ジョゼフ・モニエ、発明家（* 1823年）
- 1911年 - マリー・アドリアン・ラヴィエイユ（フランス語版）、画家（* 1852年）
- 1912年 - 西徳二郎、政治家、第12・13代外務大臣、枢密顧問官（* 1847年）
- 1915年 - セルゲイ・ウィッテ、政治家、初代ロシア帝国首相（* 1849年）
- 1916年 - 大戸平廣吉、大相撲関取（* 1866年）
- 1920年 - チャールズ・ラップワース、地質学者（* 1842年）
- 1927年 - ヴィンチェンツォ・ラグーザ、彫刻家（* 1841年）
- 1929年 - ヘンリー・スコット・テューク、画家（* 1858年）
- 1929年 - シェリー・マギー、プロ野球選手（* 1884年）
- 1933年 - ロバート・イネス、天文学者（* 1861年）
- 1937年 - エリフ・トムソン、電気工学者、発明家（* 1853年）
- 1939年 - リュシアン・レヴィ＝ブリュール、哲学者、社会学者、文化人類学者（* 1857年）
- 1940年 - 永井建子、日本陸軍第6代軍楽隊長、作曲家（* 1865年）
- 1940年 - 山室軍平、日本救世軍創始者（* 1872年）
- 1946年 - カール・ハウスホーファー、地政学者（* 1869年）
- 1947年 - 坂井德章（台湾名：湯徳章）、警察官、弁護士（* 1907年）
- 1949年 - アンリ・ジロー、軍人（* 1879年）
- 1951年 - 志田鉀太郎、法学者（* 1865年）
- 1951年 - 原民喜、小説家、詩人（* 1905年）
- 1952年 - 福来友吉、心理学者（* 1869年）
- 1960年 - 波多伸二、俳優（* 1937年）
- 1964年 - 河合逸治、英語学者、教育者、河合塾創業者（* 1886年）
- 1965年 - 岩村通世、官僚、元検事総長、第44代司法大臣（* 1883年）
- 1965年 - コッラド・ジニ、統計学者、社会学者（* 1884年）
- 1965年 - 藤川義夫、将棋棋士（* 1908年）
- 1966年 - 新井紀一、小説家（* 1890年）
- 1970年 - エミール・ルーダー、タイポグラファー（* 1914年）
- 1972年 - 宮内三朗、政治家、元千葉県千葉市長（* 1889年）
- 1975年 - イヴォ・アンドリッチ、小説家、外交官（* 1892年）
- 1976年 - 重宗雄三、実業家、政治家、第8-10代参議院議長、第27代運輸大臣（* 1894年）
- 1976年 - 藤岡由夫、物理学者（* 1903年）
- 1979年 - マドレーヌ・グレイ、声楽科（* 1896年）
- 1979年 - 藤浦洸、作詞家、詩人（* 1898年）
- 1980年 - 梅根悟、教育学者（* 1903年）
- 1983年 - ルイゾン・ボベ、自転車競技選手、ツール・ド・フランス史上初の総合三連覇達成者（* 1925年）
- 1987年 - ジェラルド・ムーア、ピアニスト（* 1899年）
- 1989年 - 嵯峨善兵、俳優（* 1909年）
- 1989年 - 亀岡高夫、政治家（* 1920年）
- 1990年 - ブルーノ・ベッテルハイム、精神医学者（* 1903年）
- 1991年 - カール・ミュンヒンガー、指揮者（* 1915年）
- 1993年 - 北川敏男、統計学者、情報科学者（* 1909年）
- 1993年 - ガエタノ・カニッツァ、心理学者（* 1913年）
- 1993年 - 大戸崎祐慈朗、大相撲関取（* 1929年）
- 1996年 - ルチオ・フルチ、映画監督、脚本家（* 1927年）
- 1996年 - 高丘季昭、実業家、元ファミリーマート会長、元西友会長、元インターコンチネンタルホテルズCEO（* 1929年）
- 1996年 - クシシュトフ・キェシロフスキ、映画監督（* 1941年）
- 1996年 - アンドレアス・ムンツァー、ボディビルダー（* 1966年）
- 1997年 - 葦原邦子、女優（* 1912年）
- 1998年 - ハンス・フォン・オハイン、航空エンジニア（* 1911年）
- 1998年 - 内山興正、詩人、折紙作家、曹洞宗僧侶、元安泰寺住職（* 1912年）
- 1998年 - 加太こうじ、評論家、庶民文化研究家（* 1918年）
- 1998年 - 徳久利明、プロ野球選手（* 1942年）
- 1999年 - 大和田弥一、政治家、初代福島県いわき市長、旧平市（現・いわき市）長（* 1902年）
- 1999年 - 森荘已池、作家（* 1907年）
- 1999年 - 國領經郎、洋画家（* 1919年）
- 2000年 - 吉尾弘、登山家（* 1937年）
- 2001年 - ジョン・A・アロンゾ、俳優、撮影監督（* 1934年）
- 2001年 - 佐藤竹秀、プロ野球選手（* 1947年）
- 2002年 - ハンス・ゲオルク・ガダマー、哲学者（* 1900年）
- 2002年 - 木内堯央、天台宗僧侶、仏教学者（* 1939年）
- 2003年 - ルートヴィヒ・シュトライヒャー、コントラバス奏者（* 1920年）
- 2005年 - 長尾雅人、仏教学者、チベット学者（* 1907年）
- 2005年 - 岡本富夫、政治家（* 1921年）
- 2005年 - 仲川翠、プロ野球選手（* 1924年）
- 2005年 - 平義久、作曲家（* 1937年）
- 2006年 - モーリン・ステイプルトン、女優（* 1925年）
- 2006年 - 北村協一、指揮者（* 1931年）
- 2007年 - アーノルド・スコーラン、プロレスラー（* 1925年）
- 2007年 - はらみつお、お笑い芸人（* 1952年）
- 2008年 - 田井洋子、脚本家（* 1911年）
- 2008年 - 梁瀬次郎、実業家、元ヤナセ社長（* 1916年）
- 2008年 - スカーレット・ガルシア、モデル（* 1985年）
- 2009年 - アンドリュー・テスト・マーチン、プロレスラー（* 1975年）
- 2010年 - 星野安三郎、法学者、東京学芸大学名誉教授、立正大学名誉教授（* 1921年）
- 2010年 - 葉山峻、政治家、元神奈川県藤沢市長（* 1933年）
- 2010年 - 小澤惇[18]、音楽事業者、小澤音楽事務所会長（* 1938年）
- 2010年 - 何平平、歩行可能な背の低い男性（* 1988年）
- 2011年 - 野村正樹、作家（* 1944年）
- 2012年 - ミシェル・デュショソワ、俳優（* 1938年）
- 2013年 - 有賀貞、国際政治学者（* 1931年）
- 2014年 - アフマド・テジャン・カバー、政治家、第7代・第9代シエラレオネ大統領（* 1932年）
- 2014年 - 鈴木孝之、実業家、薬剤師、ウエルシアホールディングス創業者（* 1937年）
- 2014年 - 団まりな、生物学者（* 1940年）
- 2014年 - 岡村周一、行政法学者、京都大学名誉教授（* 1948年）
- 2014年 - 淀彰、吹奏楽編曲家（* 1954年）
- 2015年 - アル・ローゼン、プロ野球選手（* 1924年）
- 2015年 - 江草安彦、医師、第2代旭川荘理事長（* 1926年）
- 2015年 - デヴィッド・アレン、ミュージシャン（* 1938年）
- 2016年 - ヒラリー・パトナム、哲学者（* 1926年）
- 2016年 - 上田正昭、歴史学者、京都大学名誉教授、大阪女子大学名誉教授、西北大学名誉教授（* 1927年）
- 2016年 - エイドリアン・コリ、女優（* 1930年）
- 2016年 - 出目昌伸、映画監督（* 1932年）
- 2017年 - 村岡博人、ジャーナリスト、サッカー選手（* 1931年）
- 2017年 - 島田昌彦、日本語学者、金沢大学名誉教授（* 1932年）
- 2017年 - リヒャルト・ツー・ザイン＝ヴィトゲンシュタイン＝ベルレブルク、貴族、実業家（* 1934年）
- 2017年 - トミー・リピューマ、音楽プロデューサー、元ヴァーヴ・レコード会長（* 1936年）
- 2017年 - エイミー・クラウス・ローゼンタール（英語版）、絵本作家（* 1965年）
- 2017年 - 橋本守容、ダーツプレイヤー（* 1977年）
- 2018年 - フィリップ・J・デイヴィス、数学者、ブラウン大学名誉教授（* 1923年）
- 2018年 - 金関恕、考古学者、天理大学名誉教授（* 1927年）
- 2018年 - 藤田弘道、実業家、元凸版印刷社長（* 1928年）
- 2018年 - 金吉旭、工作員、辛光洙事件実行犯の一人（* 1928年頃）
- 2018年 - 内田康夫、推理作家（* 1934年）
- 2019年 - ハワード・ヒベット、日本文学研究者、ハーバード大学名誉教授（* 1920年）
- 2019年 - 多田公煕、実業家、元中国電力社長（* 1923年）
- 2019年 - 杉本一義、福祉学者、元近畿医療福祉大学学長、弘前学院大学名誉教授（* 1931年）
- 2019年 - リロイ・スタントン、プロ野球選手（* 1946年）
- 2019年 - 7代目蝶花楼馬楽、落語家（* 1947年）
- 2019年 - アンドレア・ポラック、競泳選手、1976年モントリオール五輪・1980年モスクワ五輪金メダリスト（* 1961年）
- 2020年 - ダナ・ザトペコワ、やり投げ選手、1952年ヘルシンキ五輪金メダリスト（* 1922年）
- 2020年 - 草場良八、裁判官、第12代最高裁判所長官（* 1925年）
- 2020年 - 鶴田卓彦、ジャーナリスト、実業家、元日本経済新聞社社長、第12代横綱審議委員会委員長（* 1927年）
- 2020年 - 文徳守、詩人（* 1928年）
- 2020年 - 李承潤、政治家、元韓国副総理兼経済企画院長官・財政部長官、元錦湖アシアナグループ顧問（* 1931年）
- 2020年 - 行方均、音楽プロデューサー、音楽評論家、元EMIミュージック・ジャパン会長（* 1951年）
- 2021年 - 平松久司、指揮者、吹奏楽指導者、元社団法人全日本吹奏楽連盟理事長（* 1935年）
- 2021年 - 小野清子、体操選手、政治家、第69-70代国家公安委員会委員長、元内閣府特命担当大臣（青少年育成及び少子化対策担当、食品安全担当）（* 1936年）
- 2021年 - 畠山襄、通産官僚、元JETRO理事長（* 1936年）
- 2021年 - マービン・ハグラー、プロボクサー、元WBA・WBC・IBF世界ミドル級統一王者（* 1954年）
- 2021年 - ジョヴァンニ・ガステル、写真家（* 1955年）
- 2022年 - 北村春江、政治家、元兵庫県芦屋市長（* 1928年）
- 2022年 - 和田明広 、実業家（* 1934年）
- 2022年 - 新藤宗幸、政治学者、千葉大学名誉教授（* 1946年）
- 2022年 - 白幡洋三郎、造園学者、国際日本文化研究センター名誉教授（* 1949年）
- 2022年 - ウィリアム・ハート、俳優（* 1950年）
- 2022年 - 安田賢治、教育ジャーナリスト（* 1956年）
- 2022年 - ブレント・ルノー、ジャーナリスト、作家、映画監督（* 1971年）
- 2023年 - エルンスト・トゥーゲントハット、哲学者（* 1930年）
- 2023年 - 稲上正、生化学者、ヴァンダービルト大学名誉教授（* 1931年）
- 2023年 - マリヤ・ウイェヴィッチ＝ガレトヴィッチ、彫刻家、画家（* 1933年）
- 2023年 - 黒田杏子、俳人（* 1938年）
- 2023年 - ジョー・ペピトーン、プロ野球選手（* 1940年）
- 2023年 - ジム・ゴードン、ミュージシャン、作曲家（* 1945年）
- 2023年 - サイモン・エマーソン、音楽プロデューサー、ギタリスト（* 1956年）
- 2023年 - 石田直裕、総務官僚、外交官（* 生年不詳）
- 2024年 - フィリップ・ド・ゴール、政治家、元フランス海軍大将（* 1921年）
- 2024年 - アリベルト・ライマン、作曲家（* 1936年）
- 2024年 - マルチェロ・ガンディーニ、カーデザイナー（* 1938年）
- 2024年 - 渡辺誠弥、アナウンサー（* 1941年）
- 2025年 - ソフィヤ・グバイドゥーリナ、作曲家（* 1931年）
- 2025年 - 海老澤順三、政治家、元北海道上磯町長・北斗市長（* 1932年）
- 2025年 - ラディシャ・イリッチ、サッカー選手、指導者（* 1977年）

## 記念日・年中行事
- 春日祭（ 日本)
奈良県奈良市の春日大社で毎年3月13日に催される例大祭。平安時代に始まり、葵祭、石清水祭と共に三大勅祭の1つに数えられる。宮中より天皇の名代である勅使を迎えて、天下泰平、五穀豊穣を祈願する。1886年（明治19年）から、3月13日に行われるようになったが、以前は2月と11月の上の申の日が式日であったことから「申祭」とも呼ばれている[19]。
- 新選組の日（ 日本）
東京都日野市観光協会が制定。文久3年（1863年）旧暦3月13日、京都・壬生に詰めていた新選組の前身「壬生浪士組」に、会津藩主で京都守護職の松平容保から会津藩預りとする連絡が入り、新選組が正式に発足した。
- 青函トンネル開業記念日（ 日本）
1988年のこの日、青函トンネルを通るJR津軽海峡線が開業した。
- サンドイッチデー（ 日本）
数字の3（サン）が1（イチ）を挟んでいることから。
- 里見の日（ 日本）
千葉県館山市観光協会が制定。3（さ）13（とみ）の語呂合わせによるもの[20]。
- 正義と勇気の記念日（繁体字中国語: 正義與勇氣紀念日、 台湾台南市）
上記坂井德章の行為と精神を称えるために2014年に制定された[21]。